# Rear Window (filme)
Rear Window (bra: Janela Indiscreta) é um telefilme de suspense criminal e drama norte-americano de 1998, dirigido por Jeff Bleckner. O roteiro de Larry Gross e Eric Overmyer é uma adaptação atualizada do filme clássico de 1954 de mesmo nome, dirigido por Alfred Hitchcock, baseado no conto "It Had to Be Murder" de Cornell Woolrich. Foi transmitido nos Estados Unidos pela ABC em 22 de novembro de 1998. É estrelado por Christopher Reeve (em uma de suas últimas aparições na tela), Daryl Hannah e Robert Forster. Por sua atuação, Reeve foi indicado ao Globo de Ouro e ganhou um Screen Actors Guild Award.

## Trama
O tetraplégico Jason Kemp, um ex-arquiteto que agora usa uma cadeira de rodas, alivia o tédio de sua existência diária se envolvendo em voyeurismo, um passatempo que lhe permite espionar seus vizinhos da janela traseira de seu apartamento. Quando ele testemunha o escultor Julian Thorpe espancando violentamente sua esposa Ilene, ele relata o incidente ao 911 e a polícia o remove de sua casa. Thorpe é liberado no dia seguinte, e naquela noite Jason Kemp ouve um grito de gelar o sangue no pátio. Daquele momento em diante, Ilene está desaparecida de seu apartamento, aparentemente substituída por outra mulher. Jason, certo de que ela foi assassinada pelo marido, tenta convencer sua colega Claudia, o enfermeiro Antonio e o amigo Charlie de que sua suspeita é verdadeira. Thorpe lentamente chega à conclusão de que Kemp está totalmente ciente de seu crime e o envolve em um jogo mortal de gato e rato em um esforço para silenciá-lo para sempre.

## Elenco
- Christopher Reeve como Jason Kemp
- Daryl Hannah como Claudia Henderson
- Robert Forster como Detecive Charlie Moore
- Ruben Santiago-Hudson como Antonio Fredericks
- Anne Twomey como Leila Kemp
- Ritchie Coster como Julian Thorpe
- Allison Mackie como Ilene Thorpe/irmã de Ilene
- Ali Marsh como Alison Rothman

## Produção

### Fundição
O papel de Jason Kemp foi o primeiro filme de Christopher Reeve após a queda de 1995 no Memorial Day, de uma cavalgada que o deixou paralisado. Cenas detalhando a reabilitação de seu personagem foram baseadas em suas próprias experiências de fisioterapia. No set, o ator atingiu um marco pessoal: falar sem estar conectado ao seu ventilador pela primeira vez.

### Filmagem
Rear Window foi filmado em locações na Cidade de Nova Iorque, no Burke Rehabilitation Center (onde Reeve estava sendo tratado) em White Plains, Nova Iorque, e em dois armazéns Otis Elevator convertidos em Yonkers. Cenas também foram filmadas no New Jersey Performing Arts Center em Newark.

## Recepção

### Resposta crítica
O site agregador de críticas Rotten Tomatoes relatou que 36% dos críticos deram ao filme uma crítica positiva com base em 11 avaliações, com uma classificação média de 5,04/10. A performance de Reeve foi quase universalmente elogiada, com a Variety dizendo "Christopher Reeve faz uma performance sensacional em Rear Window da ABC, refeito com o ator em mente", o Chicago Tribune disse "Os resultados são decididamente mistos, mas a performance de Reeve, a verdadeira razão pela qual as pessoas iriam querer assistir de qualquer maneira, é uma vencedora" e o The Hollywood Reporter disse "Reeve, embora fisicamente imóvel, faz um trabalho excelente, às vezes doloroso, com alguma construção dramática eficaz do diretor Jeff Bleckner. Reeve tem momentos fortes. Coisas boas." No entanto, Tom Shales, escrevendo no The Washington Post, usou sua crítica para fazer críticas pessoais ao ator, reclamando: "Obviamente, o que aconteceu com ele foi terrível. Mas, francamente, alguns de nós já estamos fartos de sua coragem diante da adversidade. E agora Rear Window foi reconfigurado diante da adversidade também. Rear Window de Reeve não é Rear Window, mas sim o enésimo capítulo da história de Christopher Reeve."

## Prêmios e indicações
| Associações               | Categoria                                                        | Nomeações         | Resultado |
| ------------------------- | ---------------------------------------------------------------- | ----------------- | --------- |
| Globo de Ouro             | Melhor Ator – Minissérie ou Telefilme                            | Christopher Reeve | Indicado  |
| Primetime Emmy Award      | Melhor Composição Musical para Série Limitada, Filme ou Especial | David Shire       | Indicado  |
| Screen Actors Guild Award | Melhor Ator em Minissérie ou Telefilme                           | Christopher Reeve | Venceu    |
| Edgar Award               | Melhor Longa-metragem de Televisão ou Minissérie                 | Larry Gross       | Indicado  |
| Edgar Award               | Melhor Longa-metragem de Televisão ou Minissérie                 | Eric Overmyer     | Indicado  |
| Edgar Award               | Melhor Longa-metragem de Televisão ou Minissérie                 | Cornell Woolrich  | Indicado  |